# DHT-5
Marmon-Herrington DHT-5 (37mm Gun Motor Carriage M10) — опытный американский полугусеничный тяжёлый пушечный бронеавтомобиль, созданный в начале Второй мировой войны.
Машина на вооружение не принималась и серийно не производилась, однако элементы её конструкции были в дальнейшем использованы при создании танка M22 Локаст.

## История создания
Проект полугусеничного бронеавтомобиля огневой поддержки, получившего фирменное обозначение DHT-5 и армейское 37mm Gun Motor Carriage M10, был разработан фирмой «Мармон-Херрингтон» в 1939—1940 годах в инициативном порядке. В 1940 году был построен опытный образец. Машина на вооружение принята не была (считается, что она никогда не передавалась вооружённым силам для проведения войсковых испытаний), однако в 1942 году конструкция её башни была использована при создании лёгкого авиадесантного танка M22 Локаст.

## Описание конструкции
Бронеавтомобиль имел классическую для бронетехники компоновку с расположением отделения управления в передней части корпуса, боевого отделения — в средней и моторно-трансмиссионного — в кормовой части.

### Броневой корпус и башня
Броневой корпус машины — коробчатой формы с большим углом наклона лобового броневого листа.

### Вооружение
Вооружение машины состояло из 37-мм противотанковой пушки M6, установленной в башне, а также из двух 7,62-мм пулемётов Браунинг M1919 — спаренного с орудием и расположенного в правой части лобового бронелиста.

### Ходовая часть
Ходовая часть машины — полугусеничная, с имеющими привод управляемыми колёсами и гусеничным движителем конструкции Херрингтона.
Гусеничный движитель, применительно к одному борту, состоял из переднего ведущего колеса, четырёх сблокированных попарно опорных катков и одного поддерживающего ролика. Гусеничная лента — резинометаллическая компании «Гудрич». Подвеска опорных катков — сблокированная попарно на вертикальных пружинах.

### Сноски
1. 1 2 3 4 5  Параметры идентичной башни танка M22.
2. ↑  Согласно визуальным показателям фотографии машины.